# Desconhort
Desconhort és una composició elegíaca, autobiogràfica, escrita per Ramon Llull a Roma el 1295, en la qual l'autor es desdobla en un ermità, és a dir, en llums i ombres, en un moment de qüestionament personal enmig de burles i indiferència.
Es tracta d'un text de denúncia o queixa escrita en vers després de l'estada de Llull a Roma per demanar suport per al seu projecte al papa Bonifaci VIII. Era la tercera visita que feia a la cort papal, i aquesta obra, juntament amb el pròleg de l'Arbre de ciència, és el reflex de la decepció de Llull davant de la incomprensió dels dirigents eclesiàstics envers les seves propostes. El contingut de Lo Desconhort és el mateix que a la petició en prosa (Petitio Raymundi pro conversione infidelium ad Bonifacium VIII papam) enviada poc abans.

## Estructura i contingut
Consta de 69 estrofes monorimes de dotze versos de dotze síl·labes. S'estructura en tres parts: un preàmbul (I-XII), el nucli central (XIII-LIII) i el desenllaç (LIV-LXIX).
A la primera part s'explica que els valors del món estan invertits, per la qual cosa Ramon està trist, irat i desconsolat i decideix de retirar-se al bosc. Un començament amb un cert paral·lelisme amb la situació que es presenta al pròleg de l'Arbre de ciència. Al bosc es troba un ermità que s'interessa pel seu estat, i ell li explica que, gràcies a una revelació divina, ha escrit l'Art, que ara es troba en perill.
A la part central del poema l'ermità desplega un ampli catàleg de vicis en els quals Ramon ha pogut incórrer. Aquesta estructura permet Ramon explicar com ell no ha incorregut en cap d'ells. A les estrofes XXV-XXXVII, l'ermità valora l'Art com un mètode inviable: "no es pot provar la fe; no es poden convertir els infidels, perquè Déu no ho ha disposat així; és perillós predicar la fe, i els que ho han intentat han fracassat"; i, a més a més, l'Art és una innovació peculiar de Ramon que no té tradició filosòfica antiga.
A la part final, a partir de l'estrofa LV, l'ermità s'interessa pel "fet de Ramon" i a poc a poc va entrant en el joc del franciscà, i acaba per convertir-se en un dels seus adeptes, de forma que Ramon acompleix el seu pla. Llull converteix en literatura la visió que té de com hauria de ser la seva funció missional.